# Вітрина даних

Огляд сховища даних на якому показане місце вітрин даних (див. праворуч).

Вітрина (або кіоск) даних (англ. Data mart) — це структура або шаблон доступу, який визначає правила отримання даних із сховища даних для певних груп користувачів або цілей. Вітрина даних є підмножиною сховища даних, масивом тематичної, спеціалізованої інформації яка орієнтована на конкретну галузь бізнесу або команду. На відміну від сховищ даних, які мають доступ до всіх даних підприємства, інформація в вітринах даних обмежена даними одного підрозділу. У деяких реалізаціях, кожний відділ або бізнес-підрозділ вважається власником своєї вітрини даних, включаючи усе обладнання, програмне забезпечення та дані. Це дає можливість кожному відділу ізолювати використання, обробку та розробку своїх власних даних. У інших реалізаціях, де використовуються узгоджена розмірність, це право власності для бізнес-підрозділів не буде розповсюджуватися на спільні параметри, такі як клієнт, продукт тощо.
Сховища та вітрини даних створюються тому, що інформація в базах даних організована таким чином, що робить її важкодоступною. Подібний тип організації потребує складних та ресурсомістких запитів для доступу до інформації.
У той час, як транзакційні бази даних створені для того, щоб оновлюватися, сховища та вітрини даних призначені лише для читання: сховища даних розроблені для доступу до великих груп пов'язаних між собою записів, а мета вітрини даних — зменшити час очікування для кінцевого користувача, дозволяючи йому мати доступ до конкретного типу даних, котрий йому треба продивлятися найчастіше, також надаючи дані таким чином, щоб підтримувати колективний перегляд даних групою користувачів.
Вітрину даних можна описати як стислу версію сховища даних, яка спрямована на відображення регламенту і технологічних характеристик кожного з бізнес-підрозділів організації. Кожна вітрина даних призначена певній бізнес-функції або області. Отримана підмножина даних може охоплювати деякі або усі функціональні предметні області підприємства. Зазвичай для задоволення потреб кожного бізнес-підрозділу використовується  декілька вітрин даних (наприклад, для отримання конкретної інформації для різних відділів підприємства, на кшталт бухгалтерського обліку, маркетингу, продажу тощо).
Пов'язаний термін табличний кіоск (англ. spreadmart, від spreadsheet datamart кіоск даних з електронних таблиць) — це принизливий опис ситуації, яка виникає, коли один або декілька бізнес-аналітиків розробляють систему пов'язаних між собою електронних таблиць для використання їх для бізнес-аналізу, а потім доводять її до такого розміру та ступеня складності, що стає неможливим її використовувати та підтримувати. Термін для цього стану — «Excel Hell».

## Сховище даних vs Вітрина даних
Сховище даних:
- Охоплює декілька предметних областей
- Містить дуже детальну інформацію
- Включає усі джерела даних
- Може не мати розмірної моделі[en], але використовується розмірними моделями.

Вітрина даних:
- Зазвичай охоплює лише одну предметну область, наприклад, фінанси, або продажі
- Містить більш стислу інформацію (хоча може містити деталі)
- Спеціалізується на інтеграції інформації[en] із заданої предметної області або набору вихідних джерел
- Будується на основі розмірної моделі з використанням зіркової схеми.

## Схеми проектування
- Схема зірки — один з найпопулярніших дизайнів; дозволяє реляційній базі даних емулювати аналітичну функціональність багатовимірної бази даних
- Схема сніжинки
- Схема діяльності — схема на основі часових рядів.

## Причини використовувати вітрину даних
- Надає легкий доступ до інформації, що потрібна найчастіше
- Надає можливість колективного перегляду даних для групи користувачів
- Скорочує час очікування відповіді[en] для кінцевого користувача
- Легкість створення
- Вартість впровадження нижче, ніж у сховища даних
- Потенційні користувачі визначені більш чітко, аніж у сховища даних
- Містить лише маючі цінність для підрозділу дані, а тому менше захаращується
- Містить усю необхідну, ключову інформацію

## Залежна вітрина даних
Згідно з інформацією школи сховищ даних Inmon, залежна вітрина даних — це логічна підмножина (розріз) або фізична підмножина (витяг) більшого сховища даних, ізольована з однієї з наступних причин:
- Необхідність оновлення для спеціальної моделі даних або схеми: наприклад, для реструктуризації OLAP
- Продуктивність: переміщення вітрини даних на окремий комп'ютер підвищує ефективність та усуває необхідність керувати цим робочим процесом у централізованому сховищі даних
- Безпека: щоб відокремити конкретну авторизовану підмножину даних
- Доцільність: допомагає уникнути процесів керування даними та авторизації, потрібних для включення нової програми у Сховище Даних Компанії
- Випробувальний полігон: щоб продемонструвати життєздатність та рентабельність інвестицій нового додатка до його міграції в сховище даних
- Політика: це оптимальна стратегія ІТ-компаній у ситуаціях, коли група користувачів має або більше впливу, ніж фінансування, або погано себе поводить у централізованому сховищі даних
- Політика: це оптимальна стратегія для споживачів інформації у ситуаціях, коли команда розробників не може створити придатне для використання сховище даних.

Згідно з інформацією школи сховищ даних Inmon, іншою стороною медалі при використанні вітрин даних стають обмежена масштабованість, дублювання інформації, неузгодженість даних з іншими ізольованими джерелами інформації та нездатність використовувати корпоративні джерела даних.
Альтернативною школою сховищ даних є школа Ральфа Кімбола. На його думку, сховище даних — це не що інше, як об'єднання усіх вітрин даних. Така точка зору допомагає знизити витрати та забезпечує швидку розробку, але може створити неузгоджене сховище даних, особливо у великих організаціях. Тому підхід цієї школи більше підходить для малих і середніх корпорацій.